# Neuseeländisches Militärordinariat
Das Neuseeländische Militärordinariat ist ein Militärordinariat in Neuseeland und zuständig für die Neuseeländischen Streitkräfte. Es betreut Angehörige der neuseeländischen Streitkräfte katholischer Konfessionszugehörigkeit seelsorgerisch. 

## Geschichte
Die römisch-katholische Militärseelsorge in Neuseeland wurde durch Papst Paul VI. am 28. Oktober 1976 als Militärvikariat organisiert. 
Das Militärvikariat wurde am 21. Juli 1986 durch Papst Johannes Paul II. mit der Apostolischen Konstitution Spirituali militum curae zur Diözese erhoben. Nach gegenseitigem Beschluss zwischen dem Heiligen Stuhl und Neuseeland befindet sich der Sitz des neuseeländischen Militärordinariats in Upper Hutt. Traditionell wird die Funktion des Militärbischofs durch einen Bischof der neuseeländischen Territorialdiözesen versehen, zuletzt immer vom Erzbischof von Wellington.
| Militärbischöfe in Neuseeland |                                   |                                    |                  |                   |
| Nr.                           | Name                              | Amt                                | von              | bis               |
| 1                             | Owen Noel Snedden                 | Weihbischof in Wellington          | 28. Oktober 1976 | 17. April 1981    |
| 2                             | Edward Russell Gaines             | Bischof von Hamilton in Neuseeland | 19. Juni 1981    | 6. September 1994 |
| 3                             | Thomas Stafford Kardinal Williams | Erzbischof von Wellington          | 1. Juni 1995     | 1. April 2005     |
| 4                             | John Atcherley Kardinal Dew       | Erzbischof von Wellington          | 1. April 2005    | 27. Mai 2023      |
| 5                             | Paul Martin SM                    | Erzbischof von Wellington          | 27. Mai 2023     |                   |